# دارا هورن
دارا هورن (بالإنجليزية: Dara Horn) (وُلدت عام 1977)، هي روائية وكاتبة مقالات وأستاذة أدب أمريكية. ألفت خمسة روايات، وفي عام 2021 أصدرت مجموعة مقالات غير روائية بعنوان الناس يحبون اليهود الأموات، التي كانت ضمن القائمة النهائية لجائزة كيركوس للكتابات غير الروائية لعام 2021. حصلت على جائزة إدوارد لويس والانت عام 2002، والجائزة الوطنية للكتاب اليهودي أعوام 2003 و2006 و2021، بالإضافة إلى جائزة هارولد يو. ريبالوف عام 2007.